# Hans-Dietrich Ernst
Hans-Dietrich Ernst (Opole, 3 novembre 1908 – Leer, 23 novembre 1986) è stato un avvocato e militare tedesco, SS-Sturmbannführer e membro del Sicherheitsdienst, durante la seconda guerra mondiale fu impiegato nella Francia occupata come Befehlshaber der Sicherheitspolizei und des SD (KdS) ad Angers, dove fu responsabile della deportazione degli ebrei.

## Biografia
Dopo aver completato la scuola studiò legge, si iscrisse al NSDAP il 1º dicembre 1932 (nº 1.413.114). Dopo il praticantato e la laurea, lavorò nell'amministrazione di Amburgo e Berlino; subito dopo l'annessione dell'Austria, lavorò nell'ufficio del "Commissario del Reich per la riunificazione dell'Austria al Reich tedesco", fino alla fine del 1939. Dopo l'inizio della seconda guerra mondiale, nel 1940 fu nominato consigliere del governo presso l'amministrazione del Senato di Amburgo. Poco dopo fu promosso vice amministratore distrettuale a Tegel e successivamente al Consiglio di Stato.
Dopo la campagna di Francia entrò in servizio come ufficiale di polizia presso l'amministrazione militare di Dux e, dal 1941, a Bordeaux. Nel giugno 1942 fu nominato Befehlshaber der Sicherheitspolizei und des SD (KdS) ad Angers, con il grado di SS-Hauptsturmführer. Il suo vice era Friedrich Busch. Sotto il suo comando, il 20 luglio 1942 da Angers partì un trasporto di ebrei diretto verso il campo di concentramento di Auschwitz-Birkenau. Ernst lasciò il posto come KdS di Angers nell'agosto 1944, sulla scia dell'avanzata degli Alleati.

## Nel dopoguerra
Dopo la fine della guerra, Ernst fu internato dagli americani ma riuscì a fuggire. Si nascose a Lipsia e fu arrestato dalle forze di occupazione sovietiche; dopo il processo fu condannato a vent'anni di lavori forzati. Fu imprigionato nel gulag di Vorkutinskij dal 1947 al 1956 e poi fu rilasciato come amnistiato. Durante l'internamento in Unione Sovietica, fu condannato a morte in contumacia per tre volte per i crimini commessi contro i cittadini francesi.
Nel 1951, durante la sua assenza, la moglie avviò un procedimento giudiziario per avere una sicurezza economica in cui lei compariva a nome del marito, ritenuto disperso in Unione Sovietica. Ernst fu classificato come sostenitore del nazionalsocialismo, fu sottoposto al processo di denazificazione e per questo avrebbe ricevuto una riduzione di stipendio e un divieto di promozione di cinque anni se fosse stato reintegrato nel servizio pubblico. La moglie ha comunque ricevuto una pensione.
Dopo il suo rilascio nel 1956, Ernst si trasferì a Leer per vivere con la moglie e ricevette un'indennità di 5.520 marchi tedeschi. Su iniziativa del Zentrale Rechtsschutzstelle (ZRS), Ernst fu avvertito dall'Associazione dei rimpatriati di non entrare in Francia. Nel frattempo, Ernst non poté rientrare a lavorare nel servizio civile, ma ricevette comunque una retribuzione. Dal 1958 fu ammesso come avvocato a Leer e dal 1964 come notaio. Nel 1965 fu sotto la lente dei cacciatori di nazisti Serge e Beate Klarsfeld, motivo per cui fu indagato più volte. Durante un interrogatorio nel marzo 1977, Ernst non negò le deportazioni degli ebrei e fece riferimento ai compiti che gli erano stati richiesti come KdS: non era a conoscenza della destinazione finale delle deportazioni poiché i treni erano inizialmente diretti al campo di Drancy, e non sapeva nulla dell'Olocausto. Nel 1977, Serge Klarsfeld inviò il materiale incriminante su Ernst al Ministro della Giustizia Hans-Jochen Vogel, che a sua volta lo inoltrò alla Corte Regionale Superiore di Oldenburg. Nel 1977, il Tribunale di Oldenburg revocò a Ernst la licenza per l'esercizio della professione di avvocato e notaio. A seguito del procedimento del tribunale avviato da Ernst, gli furono nuovamente riconcesse entrambe le licenze.
In seguito alle campagne dei Klarsfeld a Leer, si verificarono dei movimenti di protesta contro Ernst da parte dei cittadini francesi. Ernst restituì volontariamente entrambe le licenze nel 1981, durante il procedimento giudiziario avviato contro di lui. Ernst fu accusato dalla procura del tribunale distrettuale di Aurich nel 1981 per la deportazione di ebrei, ma a causa del suo cattivo stato di salute il processo non ebbe luogo.
Morì nel novembre 1986, secondo altre fonti a marzo 1991.